# 海牙 (北达科他州)
海牙（英語：Hague），是美国北达科他州下属的一座城市。根据2010年美国人口普查，该市有人口71人。